# 阿纳托利·维博尔内
阿纳托利·鲍里索维奇·维博尔内（羅馬化：Anatoliy Borisovich Vybornyy；1965年6月8日—）是俄罗斯政治人物，第六届、第七届、第八届国家杜马代表。
1988年至1991年，他在苏联武装部队服役。1991年至2003年，维博尔内在俄罗斯联邦军事检察官办公室工作。2003年至2010年，担任俄罗斯联邦总统驻中央联邦管区全权代表办公室执法机构合作部首席顾问。2011年12月4日当选第六届国家杜马代表。2016年，再次当选第七届国家杜马议员。 2021年9月起担任第八届国家杜马代表。

## 制裁
维博尔内于2022年因俄乌战争而受到英国政府制裁。